# 鸣藏站
鳴藏站（：／ Myeongjang yeok */?）是釜山地鐵4號線沿線的一座地下車站，位於韓國釜山广域市东莱区鸣藏洞。

## 車站結構
站體為2面2線側式月台的地下車站，候車月台設有月台幕門，並有4處出口。

### 月台配置
| 忠烈祠 ↑ |
| \| 上    |
| ↓ 書洞   |

| 月台 | 路線               | 目的地                               |
| ---- | ------------------ | ------------------------------------ |
| 上行 | ●釜山都市铁道4号线 | 忠烈祠、壽安、東萊、美南方向         |
| 下行 | ●釜山都市铁道4号线 | 盤如農產品市場、石坮、古村、安平方向 |

## 歷史
- 2011年3月30日：落成啟用。

## 車站周邊
- 釜山盲校
- 鳴藏圖書館
- 金井洞郵局
- 溫泉場站

## 圖片

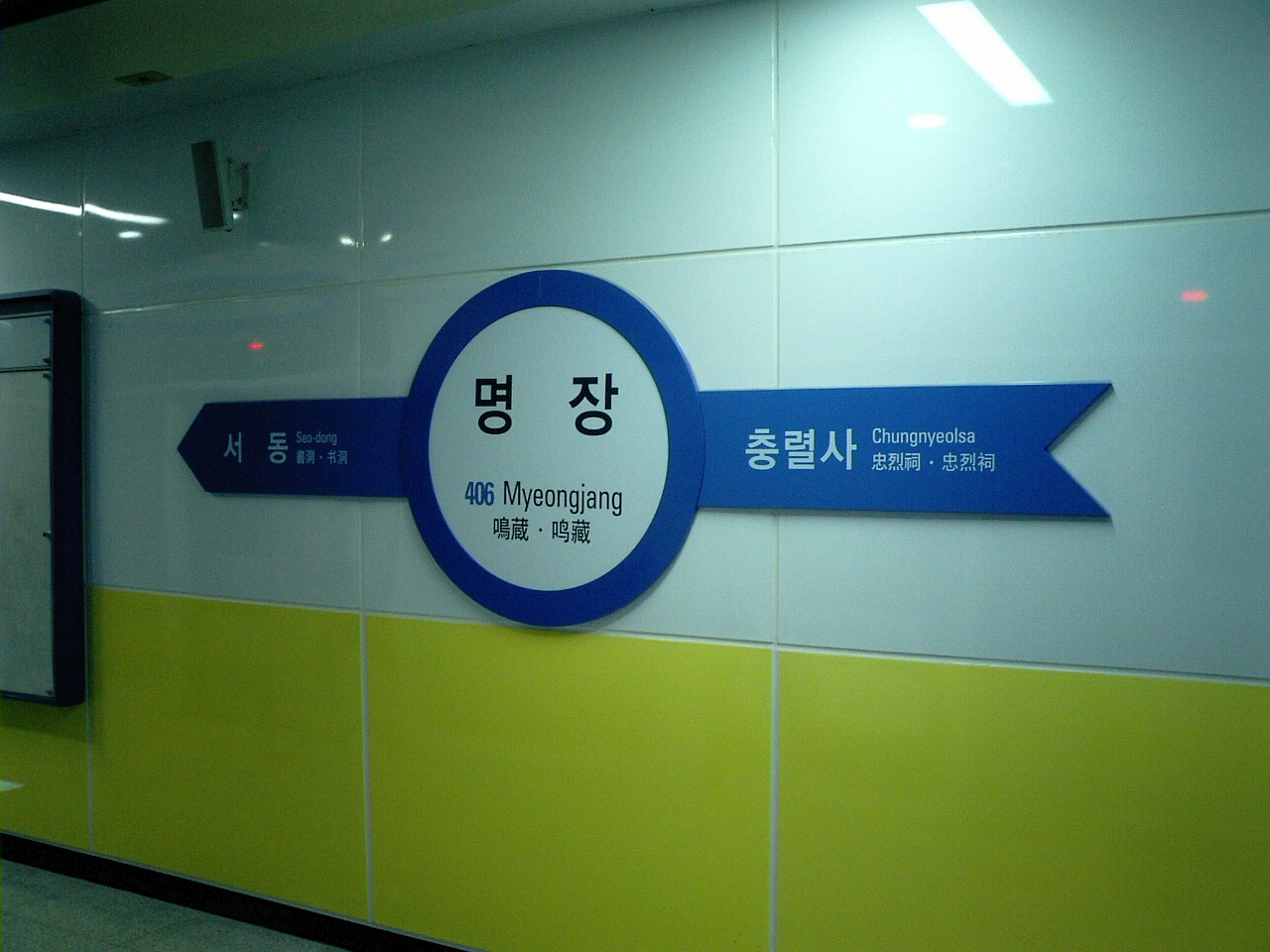
站名牌
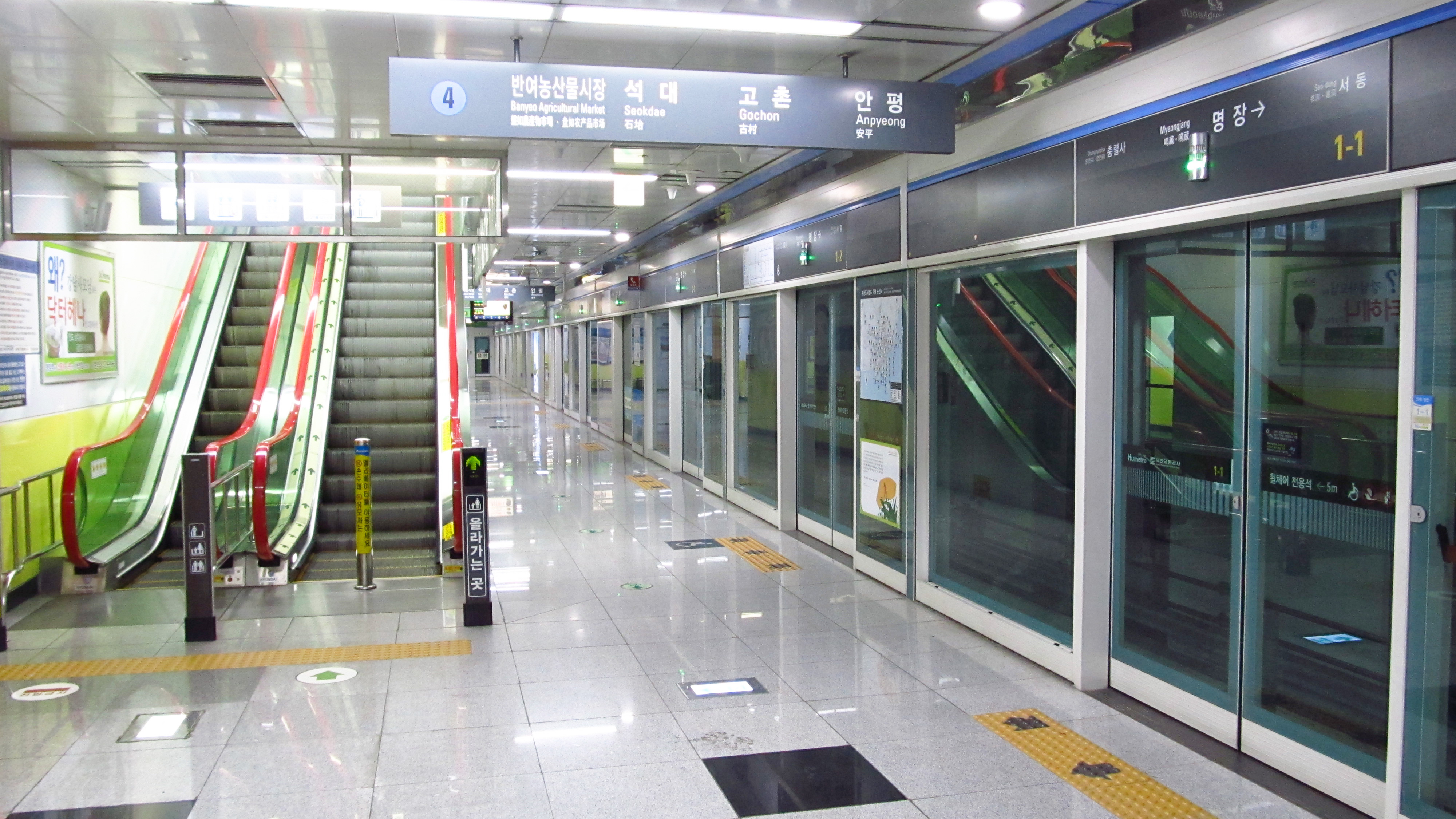
候車月台
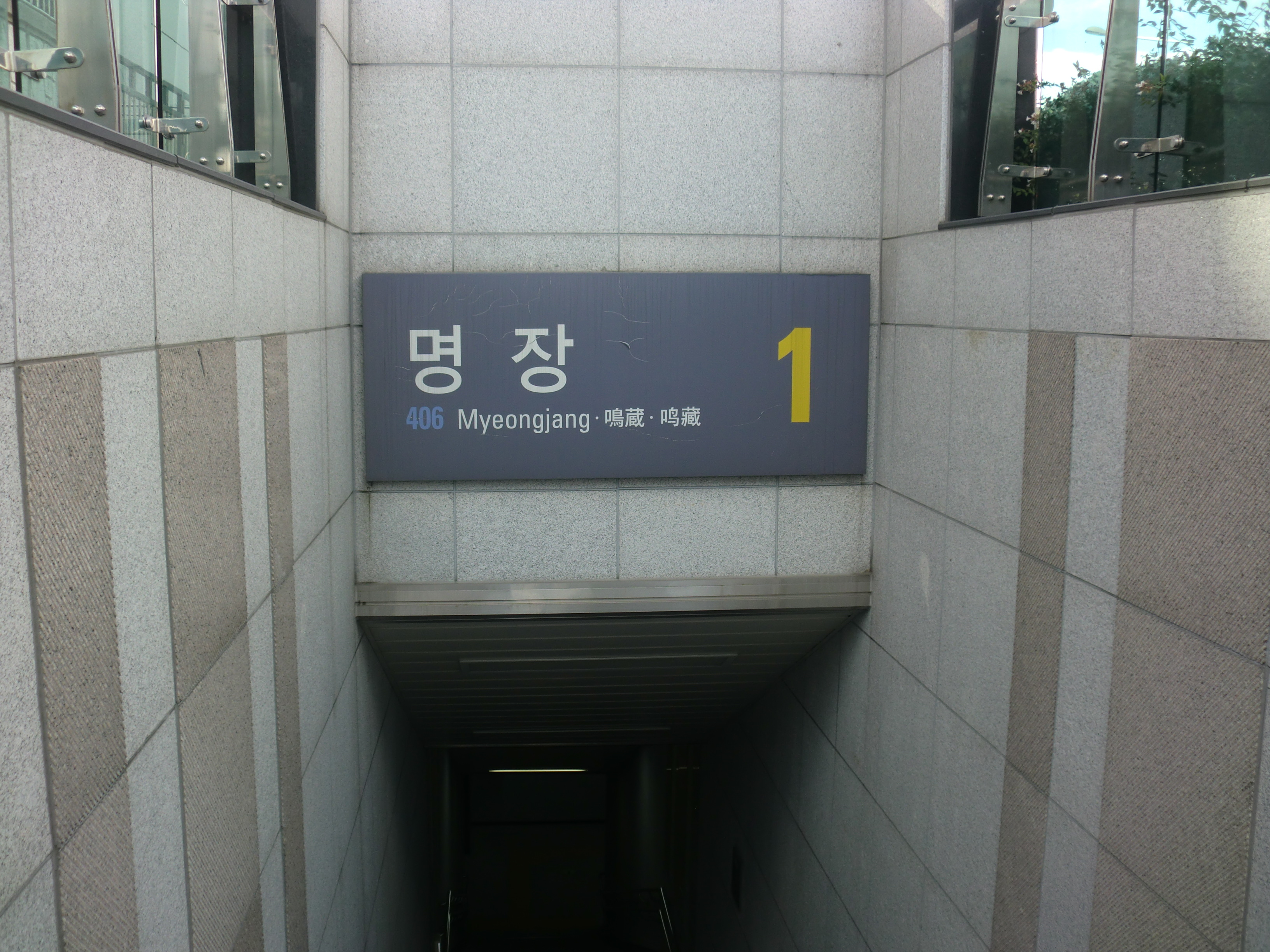
1號出口
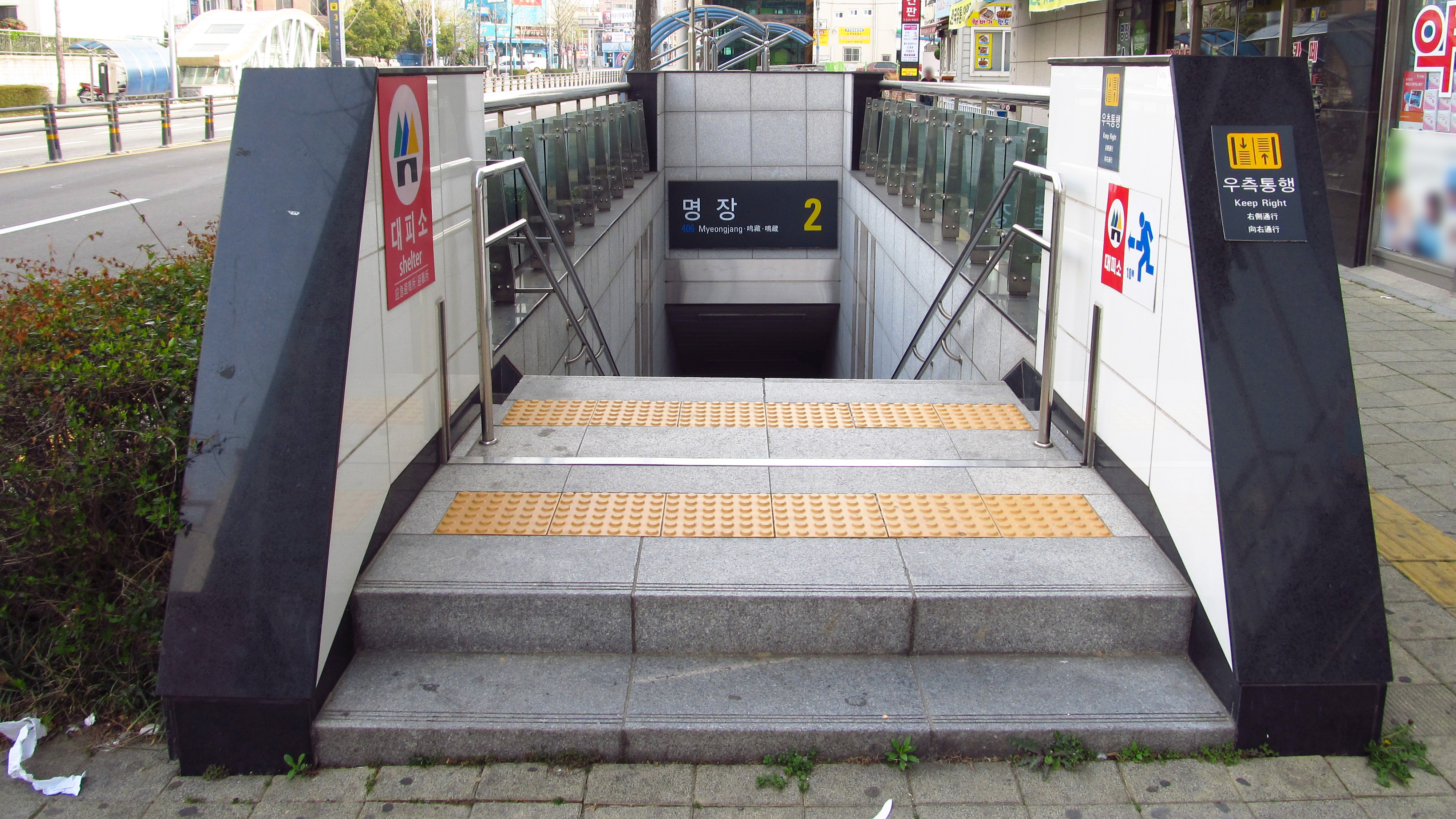
2號出口
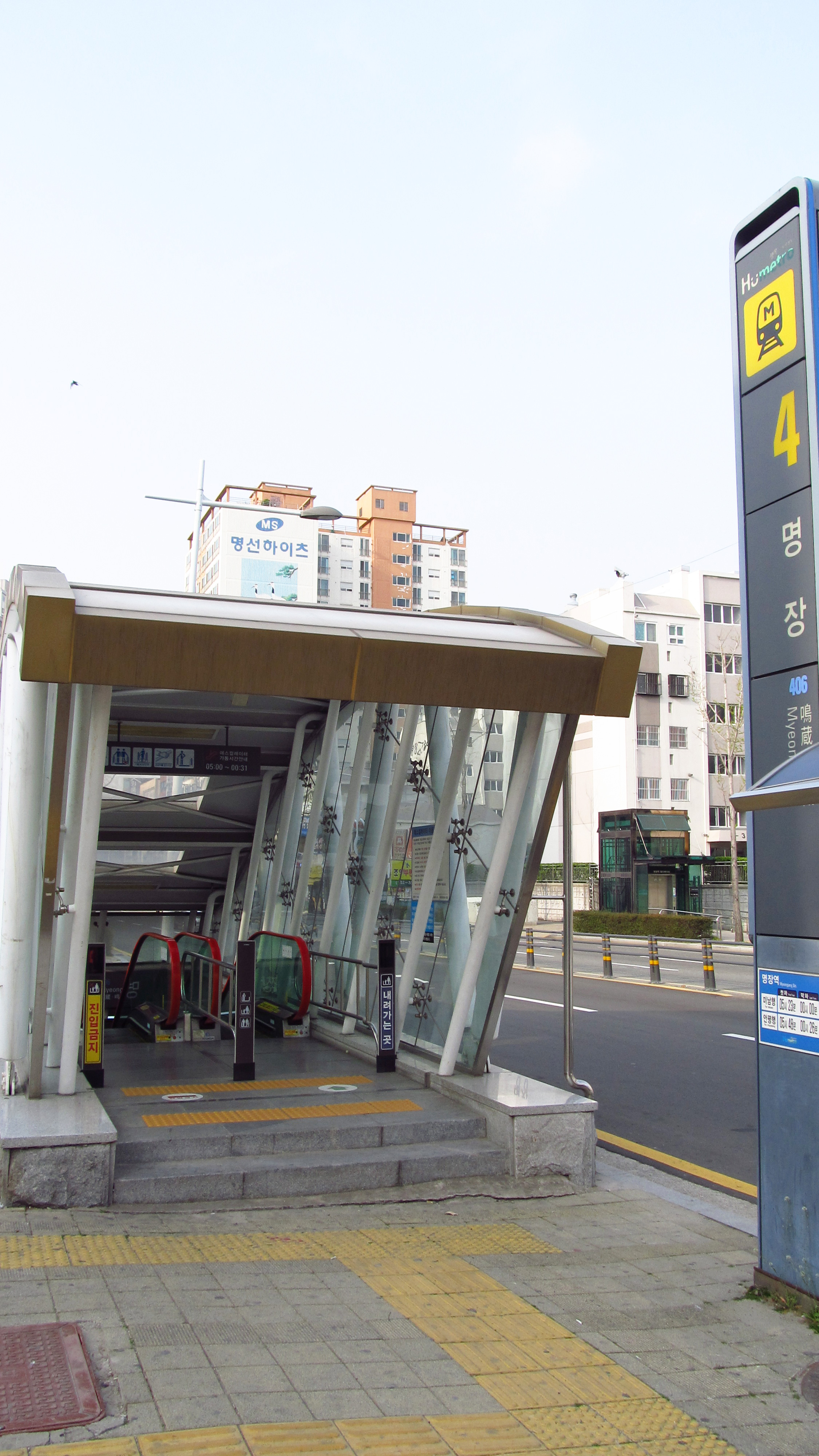
4號出口

## 相鄰車站
釜山交通公社
●釜山都市铁道4号线
忠烈祠（405）－鳴藏（406）－書洞（407）